# Avvolgimento (tennis)
L'avvolgimento è la modalità costruttiva con cui viene realizzata una corda per racchette da tennis.

## Tipologie
Esistono tre principali tipi di avvolgimento:
- Avvolgimento semplice:  si basa su un’anima centrale, che può essere monofilamento o multifilamento, rivestita da uno strato di filamenti intrecciati.
- Avvolgimento doppio:  parte dalla stessa struttura dell’avvolgimento semplice, ma aggiunge un ulteriore strato di filamenti avvolti in senso opposto, aumentando resistenza e controllo.
- Avvolgimento strutturato:  utilizza un'anima centrale monofilo o multifilo, rivestita da strati realizzati con materiali e strutture diverse, per ottenere proprietà specifiche come maggiore presa sulla palla o migliore durata.

In generale, le corde realizzate con tecnologia di avvolgimento offrono prestazioni nettamente superiori rispetto ai monofilamenti, garantendo più comfort, sensibilità e controllo durante il gioco.